# Morti nel 1709
| Questa pagina contiene informazioni ricavate automaticamente dalle voci biografiche con l'ausilio del template Bio e di un bot. L'aggiornamento è periodico e automatico e ricostruisce completamente la pagina. Se manca una persona in questa lista, sei pregato di non aggiungerla, ma accertati piuttosto che la sua voce biografica contenga il template Bio e che i dati anagrafici siano correttamente compilati. Se il template Bio manca, inseriscilo tu stesso o, in alternativa, metti l'avviso {{tmp\|Bio}} che ne segnala la mancanza. Se i dati riportati sono sbagliati, correggi direttamente la voce biografica; le modifiche saranno visibili in questa lista entro pochi giorni. Per chiarimenti vedi il progetto biografie. La lista contiene solo le 93 persone che sono citate nell'enciclopedia e per le quali è stato implementato correttamente il template Bio. Pagina aggiornata al 30 nov 2024. |

## Gennaio(6)
- 6 gennaio - Louise de Prie, nobildonna francese (n. 1624)
- 11 gennaio - Leandro Colloredo, cardinale italiano (n. 1639)
- 19 gennaio - Elisabetta Querini, nobildonna italiana (n. 1628)
- 20 gennaio - François d'Aix de La Chaise, gesuita francese (n. 1624)
- 22 gennaio - Ippolito Neri, poeta italiano (n. 1652)
- 24 gennaio - George Rooke, ammiraglio inglese (n. 1650)

## Febbraio(10)
- 3 febbraio - Nicola da Longobardi, religioso italiano (n. 1650)
- 4 febbraio - Anne de Rohan-Chabot, nobile francese (n. 1648)
- 8 febbraio - Giuseppe Torelli, violinista e compositore italiano (n. 1658)
- 9 febbraio - Francesco Luigi di Borbone-Conti, principe e generale (n. 1664)
- 11 febbraio - Luisa Hollandina del Palatinato, nobile tedesca (n. 1622)
- 15 febbraio - John Philips, poeta inglese (n. 1676)
- 17 febbraio - Erik Benzelius il vecchio, religioso svedese (n. 1632)
- 19 febbraio - Tokugawa Tsunayoshi, militare giapponese (n. 1646)
- 20 febbraio - Andrea d'Avalos, militare e politico italiano (n. 1618)
- 27 febbraio - Elia Vannini, religioso e compositore italiano (n. 1644)

## Marzo(7)
- 5 marzo - Robert De Longe, pittore fiammingo (n. 1646)
- 7 marzo - Francesco Stringa, pittore italiano (n. 1635)
- 9 marzo - Ralph Montagu, I duca di Montagu, nobile e diplomatico britannico (n. 1638)
- 10 marzo - Vidal Marín del Campo, vescovo cattolico spagnolo (n. 1653)
- 21 marzo - Burchard de Volder, fisico e matematico olandese (n. 1643)
- 26 marzo - Giovanni Battista Lucini, avvocato, letterato e librettista italiano (n. 1639)
- 28 marzo - Vittorio Francesco Stancari, matematico e astronomo italiano (n. 1678)

## Aprile(8)
- 1º aprile - Enrico III Giulio di Borbone-Condé, principe francese (n. 1643)
- 2 aprile - Giovan Battista Gaulli, pittore italiano (n. 1639)
- 5 aprile - Roger de Piles, pittore, critico d'arte e diplomatico francese (n. 1635)
- 19 aprile - Louis de Duras, II conte di Feversham, nobile e militare francese (n. 1641)
- 20 aprile - Johann Ernst von Thun und Hohenstein, arcivescovo cattolico austriaco (n. 1643)
- 21 aprile - Giorgio XI di Cartalia, re (n. 1651)
- 21 aprile - Massimiliano del Liechtenstein, principe austriaco (n. 1641)
- 21 aprile - Emanuele Filiberto di Savoia-Carignano, principe (n. 1628)

## Maggio(7)
- 6 maggio - John Lovelace, IV barone Lovelace, nobile e politico britannico (n. 1672)
- 6 maggio - Alvise II Mocenigo, doge (n. 1628)
- 13 maggio - Carey Fraser, nobildonna inglese (n. 1658)
- 17 maggio - Mary Pix, scrittrice e drammaturga inglese (n. 1666)
- 25 maggio - Nicola Vaccaro, pittore italiano (n. 1640)
- 26 maggio - Baldassarre Cenci, cardinale e arcivescovo cattolico italiano (n. 1648)
- 28 maggio - Federica di Sassonia-Gotha-Altenburg, principessa (n. 1675)

## Giugno(7)
- 1º giugno - Charles Belgique Hollande de La Trémoille, nobiluomo francese (n. 1655)
- 11 giugno - Marcello d'Aste, cardinale e arcivescovo cattolico italiano (n. 1657)
- 14 giugno - Gabriel Nicolas de la Reynie, magistrato e poliziotto francese (n. 1625)
- 25 giugno - Federico VII di Baden-Durlach, sovrano (n. 1647)
- 29 giugno - Oronzo Malinconico, pittore italiano (n. 1661)
- 29 giugno - Antoine Thomas, gesuita e missionario belga (n. 1644)
- 30 giugno - Edward Lhuyd, naturalista, botanico e linguista gallese (n. 1660)

## Luglio(3)
- 1º luglio - Artus Timoleone Luigi di Cossé-Brissac, militare francese (n. 1668)
- 17 luglio - Pascal Collasse, compositore francese (n. 1649)
- 18 luglio - Antonio Franchi, pittore italiano (n. 1638)

## Agosto(6)
- 4 agosto - Elisabetta Amalia d'Assia-Darmstadt, nobildonna (n. 1635)
- 4 agosto - Marcos Rama, vescovo cattolico e teologo spagnolo (n. 1649)
- 14 agosto - Giovan Girolamo II Acquaviva d'Aragona, nobile e condottiero italiano (n. 1663)
- 24 agosto - Elisabetta Dorotea di Sassonia-Gotha-Altenburg, nobile (n. 1640)
- 29 agosto - Johann Friedrich Schweitzer, alchimista e medico tedesco (n. 1630)
- 31 agosto - Andrea Pozzo, gesuita e architetto italiano (n. 1642)

## Settembre(6)
- 4 settembre - Jean-François Regnard, poeta e commediografo francese (n. 1655)
- 7 settembre - Gunno Eurelius Dahlstierna, poeta svedese (n. 1661)
- 9 settembre - Ottavio II Gonzaga, letterato italiano (n. 1667)
- 14 settembre - Luis Manuel Fernández Portocarrero y Guzmán, cardinale e arcivescovo cattolico spagnolo (n. 1635)
- 22 settembre - Ivan Mazeppa (n. 1639)
- 27 settembre - Thierry Ruinart, storico francese (n. 1657)

## Ottobre(4)
- 2 ottobre - Claude-François Poullart des Places, presbitero francese (n. 1679)
- 9 ottobre - Barbara Palmer, nobile britannica (n. 1640)
- 14 ottobre - Guglielmo Ludovico di Anhalt-Harzgerode, nobile tedesco (n. 1643)
- 31 ottobre - Henry Hyde, II conte di Clarendon, politico inglese (n. 1638)

## Novembre(4)
- 7 novembre - Giovanni Battista Pamphili, II principe di San Martino al Cimino e Valmontone, principe italiano (n. 1648)
- 13 novembre - Giulio Cirello, pittore italiano (n. 1633)
- 23 novembre - William Bentinck, I conte di Portland, militare e diplomatico inglese (n. 1649)
- 29 novembre - Charles Dormer, II conte di Carnarvon, nobile britannico (n. 1632)

## Dicembre(8)
- 1º dicembre - Abraham a Sancta Clara, predicatore e scrittore austriaco (n. 1644)
- 7 dicembre - Meindert Hobbema, pittore olandese (n. 1638)
- 8 dicembre - Thomas Corneille, drammaturgo francese (n. 1625)
- 9 dicembre - Nicolaes Visscher, disegnatore, incisore e editore olandese (n. 1618)
- 10 dicembre - Henry Howard, V conte di Suffolk, nobile inglese (n. 1627)
- 13 dicembre - Prudenza Gabrielli Capizucchi, scrittrice e nobildonna italiana (n. 1654)
- 21 dicembre - Francesco Bonesana, vescovo cattolico italiano (n. 1649)
- 23 dicembre - Alexandros Mavrokordatos, diplomatico ottomano (n. 1636)

## Senza giorno specificato(17)
- Phrachao Suea, sovrano (n. 1661)
- Salomon Adler, pittore prussiano (n. 1630)
- Gustaf Adlerfelt, storico svedese (n. 1671)
- Tranquillo d'Orléans, religioso francese (n. 1644)
- Albert Auwercx, artista fiammingo (n. 1629)
- Eraclio I di Cachezia, re (n. 1642)
- Cristoforo Caresana, compositore, organista e tenore italiano
- Jean Baptiste Duru, pittore e disegnatore francese (n. 1672)
- Bartolomeo Guidobono, pittore italiano (n. 1654)
- Bonne de Pons d'Heudicourt, nobile francese (n. 1641)
- Bartolomeo Manni, scultore svizzero (n. 1647)
- Huw Morus, scrittore gallese (n. 1622)
- Guglielmo di Nassau-Zuylestein, I conte di Rochford, militare e diplomatico olandese (n. 1649)
- Pierre Naust,  francese
- Isaac Papin, religioso, filosofo e teologo francese (n. 1657)
- Giovanni Battista Sanudo, vescovo cattolico italiano (n. 1642)
- Pietro Somazzi, scultore e stuccatore svizzero